# 제22회 홍콩 영화 금상장
제22회 홍콩 영화 금상장은 2003년 4월 6일에 열린 시상식이다.

## 수상 및 후보

### 작품상
- 무간도 - 맥조휘 수상
- 쓰리 - 진가신
- 영웅 - 장이머우
- 금계 - 조양준
- 할리우드 홍콩 - 프룻 첸

### 감독상
- 무간도 - 맥조휘 수상
- 할리우드 홍콩 - 프룻 첸
- 영웅 - 장이머우
- 이도공간 - 나지량
- 쓰리 - 진가신

### 각본상
- 무간도 - 맥조휘 수상
- 영웅 - 장이머우
- 할리우드 홍콩 - 프룻 첸
- 더블 비전 - 진국부 외
- 쓰리 - 허월진

### 남우주연상
- 무간도 - 양조위 수상
- 더블 비전 - 양가휘
- 이도공간 - 장국영
- 무간도 - 유덕화
- 쓰리 - 여명

### 여우주연상
- 디 아이 - 이심결 수상
- 영웅 - 장만옥
- 천하무쌍 - 왕페이
- 금계 - 오군여
- 이도공간 - 임가흔

### 남우조연상
- 무간도 - 황추생 수상
- 무간도 - 증지위
- 무간도 - 두문택
- 일록자 - 황추생
- 상비 - 황추생

### 여우조연상
- 더블 비전 - 유약영 수상
- 영웅 - 장쯔이
- 쓰리 - 원려기
- 금계 - Krystal Tin
- 오월팔월 - 엽동

### 신인상
- 쓰리 - 원려기 수상
- 일록자 - 황우남
- 할리우드 홍콩 - 황우남
- 주화창 - 황진진
- 혼백오제 - Kate Yeung

### 촬영상
- 영웅 - 크리스토퍼 도일 수상
- 무간도 - 유위강
- 쓰리 - 크리스토퍼 도일
- 더 터치 - 포덕희
- 더블 비전 - Arthur Wong

### 편집상
- 무간도 - 대니 팽 수상
- 쓰리 - 궝 취렁
- 영웅 - 임안아 외
- 디 아이 - 대니 팽
- 더블 비전 - 문지명

### 미술상
- 영웅 - 후오 팅샤오 수상
- 천하무쌍 - 구정평
- 금계 - 김원혁
- 더블 비전 - 엽금첨
- 쓰리 - 김원혁

### 의상&메이크업상
- 영웅 - 와다 에미 수상
- 무간도 - 이벽군
- 금계 - 김원혁
- 할리우드 홍콩 - Jessie Dai
- 천하무쌍 - 장숙평

### 무술감독상
- 영웅 - 정소동 수상
- 무간도 - 디온 람
- 버추얼 웨폰 - 원규 외
- 더 터치 - 곽진봉
- 상비 - 동위

### 영화음악상
- 영웅 - 탄 둔 수상
- 쓰리 - 피터 캄
- 천하무쌍 - 진훈기
- 할리우드 홍콩 - Wah-Chuen Lam
- 무간도 - 진광영

### 주제가상
- 무간도
- 천정선생
- 영웅
- 상비
- 유령인간 2 - 귀미인간

### 음향효과상
- 영웅 - 도경 수상
- 이도공간 - 증경상
- 무간도 - 증경상
- 쓰리 - Sunit Asyinikul
- 디 아이 - Sansab Team

### 시각효과상
- 영웅 - Schlein 외 수상
- 상비 - 오건용 외
- 디 아이 - Jack Ho Man Chik
- 무간도 - 크리스토퍼 도일
- 더블 비전 - Peter Webb

### 아시아영화상
- 엽기적인 그녀 - 곽재용 수상
- 거장의 장례식 - 펑샤오강
- 난 바보가 아냐 - 잭 네오
- 집으로... - 이정향
- 공동경비구역 JSA - 박찬욱